# Jocaste
Pour les articles homonymes, voir Jocaste (homonymie).

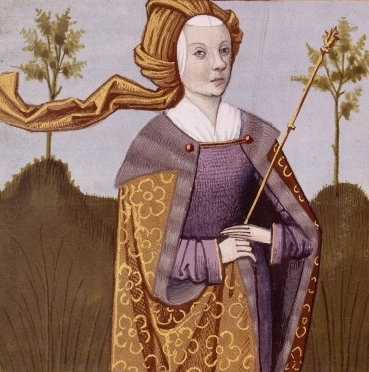
Jocaste, miniature de Robinet Testard tirée d'un manuscrit du De mulieribus claris de Boccace, vers 1488-1496, Bibliothèque nationale de France, Fr.599, f.21v.

Dans la mythologie grecque, Jocaste, Iocaste (en grec ancien Ἰοκάστη / Iokástê) ou Épicaste (Ἐπικάστη / Epikástê) dans l’Odyssée, fille de Ménœcée et sœur de Créon, est l'épouse de Laïos, roi de Thèbes. Devenue veuve, elle épousa son propre fils, Œdipe, sans se douter qu'il était son fils et le meurtrier de Laïos. D'Œdipe, elle aura quatre enfants, deux garçons, Étéocle et Polynice, et deux filles, Ismène et Antigone. Elle se pend lorsqu'elle apprend la vérité des liens l'unissant à Œdipe.

## Évocations artistiques
Jocaste apparaît toujours au second plan dans les mythes comme dans les tragédies grecques. Deux pièces conservées la mettent en scène en tant que personnage : l’Œdipe roi de Sophocle et Les Phéniciennes d'Euripide. Cette dernière œuvre présente d'ailleurs curieusement le couple incestueux toujours en vie bien après la révélation, au moment du duel fratricide de leurs deux fils : ce n'est qu'à l'issue de ce combat fatal qu'elle meurt en se suicidant au-dessus de leurs cadavres.
- Jocaste est présente dans la première partie de la pièce de Jean Racine intitulée La Thébaïde ; dans cette version, elle ne se donne la mort qu’après avoir échoué à réconcilier ses deux fils.
- Jocaste est un personnage de la pièce Antigone de Rotrou et présente dans les deux premiers actes.
- Jocaste est une pièce de théâtre de Michèle Fabien créée par Janine Patrick.
- Jocaste reine est une pièce de théâtre de Nancy Huston, édité chez Actes Sud en septembre 2009.
- Jocaste est la première nouvelle du recueil Jocaste et le Chat maigre, d'Anatole France, adaptée au cinéma en 1925 par Gaston Ravel avec Gabriel Signoret.
- M. Jocaste est le titre d'une nouvelle de Guy de Maupassant parue en 1883  (ISBN 9788074841200)
- Yocasta, version espagnole de Jocaste, est le nom du restaurant peint par Herman Braun-Vega dans son tableau Un charnier de plus[2]. L'enseigne de ce restaurant qu'on aperçoit au bout d'une plage sur laquelle jouent au football des péruviens en maillot de bain qui pourraient devenir des terroristes, des policiers ou des victimes des luttes fratricides qui déchirent le Pérou au début des années 1980, fait écho à la Jocaste suicidée gisant au premier plan à la droite de l'Œdipe explique l'énigme du sphinx d'Ingres[3]. Cette Jocaste, empruntée à Picasso, la corde au cou, torturée par les déformations cubistes et le traitement à la Matisse de ses jambes qui se détachent sur des coupures de presse annonçant entre autres la découverte d'un nouveau charnier dans la région d'Ayacucho au Pérou[4], devient l'allégorie de la terre mère du Pérou déchirée par la guerre civile.

## Complexe de Jocaste
Dans la théorie psychanalytique, le complexe de Jocaste est le désir sexuel incestueux d’une mère envers son fils.
Raymond de Saussure a introduit le terme en 1920 par analogie avec son inverse logique en psychanalyse, le complexe d’Œdipe, et il peut être utilisé pour couvrir différents degrés d’attachement, y compris l’amour maternel dominateur mais asexué – quelque chose de peut-être particulièrement répandu avec un père absent.

## Sources
- Sophocle, Œdipe roi
- Homère, Odyssée [détail des éditions] [lire en ligne] (Chant XI, 271).
- Jocaste Reine de Nancy Huston